# 62 Sagittarii
62 Sagittarii (c Sagittarii) é uma estrela na direção da Sagittarius. Possui uma ascensão reta de 20h 02m 39.46s e uma declinação de −27° 42′ 35.6″. Sua magnitude aparente é igual a 4.43. Considerando sua distância de 448 anos-luz em relação à Terra, sua magnitude absoluta é igual a −1.26. Pertence à classe espectral M4III. É uma estrela variável irregular.